# Wipeout 2048
Wipeout 2048 är ett racingspel till Playstation Vita. 
Spelet utannonserades på E3-mässan 2011 och utvecklades av SCE Studio Liverpool.